# Херман III фон Цили
Херман III фон Цили (на немски: Hermann III von Cilli; * 1380; † 30 юли 1426) е граф на Цили (в Словения) от благородническия род Цили.

## Произход
Той е вторият син на граф Херман II фон Цили (* 1365, † 1435), наследствен бан на Славония, и графиня Анна фон Шауенберг († пр. 1396), дъщеря на Хайнрих VII фон Шаунберг. Има двама братя и три сестри: 
- Фридрих II (* 1379 † 1454), покняжен граф на Цили и Ортенбург-Щернберг (1435 – 1454), от 1436 г. имперски княз, наследствен бан на Хърватия (1453 – 1454), Славония (1445 – 1454) и Далмация, съпруг на Елизабета Франкопан и на Вероника Десениска
- Елизабета (* 1382 † 1426), съпруга на за граф Хайнрих фон Гьорц
- Анна (* ок. 1384 † ок. 1439), съпруга на Никола II Горянски,  унгарски бан на Мачва, Усора, Соли (дн. Тузла), Славония, Хърватско и Далмация
- Лудвиг (* 1387 † 1417), осиновен от своя бездетен чичо Фридрих Ортенбургски
- Барбара (* 1390 † 1451), кралица на Унгария като съпруга на краля на Унгария Сигизмунд Люксембургски

Има и един полубрат, роден от извънбрачна връзка на баща му. 

## Биография
Херман III умира на 30 юли 1426 г. в Щайн бай Радмансдор от падане от кон. Погребан е в Нойщифт.

## Брак и потомство
Жени се два пъти:
∞ 1. 1403 за Елизабет фон Абенсберг (* 1377, † пр. 1423), вдовица на граф Улрих II фон Шаунберг, дъщеря на господар Йохан II фон Абенсберг. Двамата имат една дъщеря:
- Маргарета фон Цили (* 1411; † 22 юли 1480), ∞ 1. 1430 за Херман I, граф на Монтфорт-Пфанберг-Брегенц († 1434/1435) 2. 1444 за Владислав (1420 † 1460), херцог на Тешен и Глогов.

∞  2. 1424 за принцеса Беатрикс Баварска (* 1403 † 1447) от Бавария-Мюнхен, дъщеря на дъщеря на херцог Ернст от Бавария-Мюнхен и Елизабета Висконти. Бракът е бездетен.
Вдовицата му Беатрикс Баварска се омъжва през 1426 г. за Йохан I, пфалцграф на Пфалц-Ноймаркт и херцог на Бавария.